# Y cursif
Le y cursif (minuscule : ) est une lettre de l'alphabet latin utilisé comme symbole phonétique en dialectologie allemande par certains auteurs. Il a la forme d’un y cursif ou d’un u avec un crochet inférieur.

## Utilisation
La version de l’alphabet dialectal suédois de Henry Buergel Goodwin de 1905, l’y cursif (comme un u avec un crochet) est utilisé comme voyelle [y˔˖˓] et le y en v (comme un v avec un crochet) est utilisé comme consonne [ʝ].
L’y cursif est utilisé comme symbole phonétique distinct du y (angulaire) en dialectologie allemande par exemple par Albert Kaiser en 1910.

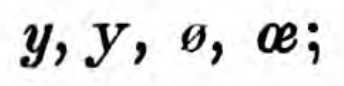
Les symboles y cursif, y, ø et œ dans Kaiser 1910.

Harry A. Deferrari utilise le y cursif, décrit comme un h culbuté non arrondi, pour représenter une semivoyelle postpalatale non arrondie dans une description de la phonologie italienne, espagnole et française publiée en 1954.

## Représentation informatique
Cette lettre ne possède pas de représentations Unicode.
| formes   | représentations | chaînes de caractères | points de code | descriptions                     |
| -------- | --------------- | --------------------- | -------------- | -------------------------------- |
| capitale |                 | —                     | —              | lettre minuscule latine y cursif |